# Mount Allo
Mount Allo (französisch Mont Allo, spanisch Monte Allo) ist ein 285 m hoher Berg auf Liège Island im Palmer-Archipel vor der Westküste der Antarktischen Halbinsel. Er ragt kegelförmig und schneebedeckt am Neyt Point im Nordosten von Liège Island auf.
Entdeckt wurde er bei der Belgica-Expedition (1897–1899). Deren Expeditionsleiter, der belgische Polarforscher Adrien de Gerlache de Gomery, benannte den Berg nach Narcisse Allô (1839–1916), Generaldirektor der Marine in Antwerpen.